# Joseph Rosemeyer
Joseph Rosemeyer (23 de março de 1872 — 1 de dezembro de 1919) foi um ciclista alemão. Competiu nos Jogos Olímpicos de Atenas 1896.
Rosemeyer obteve o quarto lugar na prova dos 10 quilômetros. Também participou na competição de contrarrelógio e terminou em oitavo. Na prova de velocidade, ele foi incapaz de terminar a corrida devido a problemas mecânicos. Também não terminou a disputa de 100 quilômetros.